# هفتمین دریا
هفتمین دریا (انگلیسی: 7th Sea) یک بازی نقش آفرینی رومیزی با مضمون «سحر و جادو» اثر جان ویک است.